# Epifania da Lentini
Epifania o Epifana ([ˌe.piˈfa.nja]; Lentini, ... – Lentini, 253) è stata una nobildonna romana, venerata come santa, vergine e martire dalla Chiesa cattolica.

## Agiografia

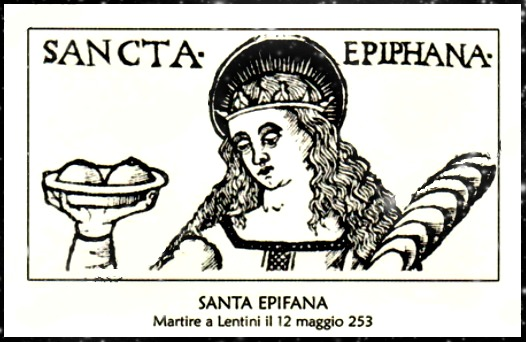

Epifania fu moglie di Alessandro, noto come San Neofito, consigliere del Preside romano Tertullo, persecutore dei cristiani. Era inoltre sorella di Rodippo. La sua storia è profondamente intrecciata con il martirio dei fratelli Alfio, Filadelfo e Cirino, che convertirono sia lei che Alessandro al cristianesimo nel 253 d.C. Colpita dai miracoli compiuti dai tre martiri, Epifania si distaccò dai suoi averi, distribuendoli ai poveri, e dedicò la sua vita a preghiera, penitenza e carità.
La conversione di Alessandro, successivamente battezzato come Neofito, portò a un periodo di grande tensione con il Preside Tertullo, che, non riuscendo a catturare Alessandro, decise di colpire Epifania per costringerla a rivelare il nascondiglio del marito. Epifania, tuttavia, si rifiutò di cedere sia alle lusinghe che alle minacce, mantenendo la sua fedeltà alla nuova fede cristiana. Fu arrestata e sottoposta a crudeli torture. Come già accaduto alla martire Sant'Agata di Catania, le furono inflitte mutilazioni terribili, tra cui l'amputazione delle mammelle, simbolo di sofferenza e sacrificio. Secondo la tradizione, Epifania trovò la morte presso il luogo dove oggi sorge la Chiesa della Madonna della Catena. Il suo corpo, gettato in una grotta, fu in seguito rinvenuto insieme a pitture rupestri raffiguranti il suo martirio.